# Abbas Hassan
Abbas Hassan (arab. حسن عباس; ur. 10 maja 1985 w Arvidstorp) – libański piłkarz grający na pozycji bramkarza.

## Kariera klubowa
Hassan jest wychowankiem klubu IF Elfsborg, w którym występował, z roczną przerwą, do 2009 roku. W kolejnych latach występował w duńskim Aalborg BK i szwedzkim IFK Norrköping. Przed rozpoczęciem sezonu 2013 powrócił IF Elfsborg.

## Kariera reprezentacyjna
Hassan ma na koncie występy w młodzieżowych kadrach Szwecji. W 2012 roku zadecydował o tym, iż będzie reprezentował reprezentację Libanu, w której zadebiutował 22 stycznia 2012 roku w towarzyskim meczu przeciwko Irakowi. Do tej pory rozegrał 15 meczów w reprezentacji (stan na 27 czerwca 2013).

## Sukcesy
- Mistrzostwo Szwecji: 2006 (Elfsborg)
- Puchar Szwecji: 2003 (Elfsborg)